# Niko Hansen
Pour les articles homonymes, voir Hansen.
Niko Hansen, né le 13 septembre 1994 à Randers au Danemark, est un footballeur danois. Il joue au poste d'attaquant au San Antonio FC en USL Championship.

## Biographie
Il inscrit un but en Major League Soccer lors de l'année 2017, puis trois buts dans ce même championnat lors en 2018.
Le 14 novembre 2022, Minnesota United annonce que son contrat n'est pas renouvelé au terme de la saison 2022.
Libre, il rejoint alors le San Antonio FC en USL Championship le 11 janvier 2023.